# Альфред Даун
Альфред Даун (пол. Alfred Daun, 14 січня 1854, Баранув — 4 грудня 1922, Краків) — польський скульптор і педагог.

## Життя і творчість
Спочатку Альфред навчався в м. Бохня у Фелікса Гануша. Далі, у 1873—1878 роках — в Краківській школі образотворчих мистецтв у Валерія Гадомського, у 1881—1885 роках — у Віденській академії Гелмера. У 1889 році Ян Матейко призначив його професором скульптури в Краківській академії. З 1898 року Альфред Даун працював у Школі художньої промисловості.
Автор скульптур парку Планти в Кракові:
- Лілла Венеда, 1885, створена з мармуру, а в 1897 році замінена бронзовим відливом;
- Гражина і Літавор (1886)

Крім того, він є автором алегорії Музики, Опери та Оперети на фасаді театру імені Юліуша Словацького в Кракові, фігури жінок з дітьми на будівлі Дочок милосердя, де зараз знаходиться Краківський економічний університет. На стіні Лоретанського будиночка в Кракові розташована меморіальна табличка, присвячена Тадеушу Костюшко. Разом з Міхалом Корпалем А. Даун також створив 45 скульптур у парку імені Генріка Йордана у Кракові.
У своїй творчості він поєднав натуралістичну форму з неоромантичним виразом і настроєм, пізніше піддавшись впливу модерну.
Серед його учнів були: Болеслав Бєгас (Бєгальський), Ксаверій Дуніковський, Тадеуш Бреєр та Ян Щепковський.
Помер 4 грудня 1922 р.. Похований на Раковицькому цвинтарі у Кракові (ділянка XIVb).